# Eve Kosofsky Sedgwick
Pour les articles homonymes, voir Sedgwick.
 (avril 2018).
Si vous disposez d'ouvrages ou d'articles de référence ou si vous connaissez des sites web de qualité traitant du thème abordé ici, merci de compléter l'article en donnant les références utiles à sa vérifiabilité et en les liant à la section « Notes et références ».
Eve Kosofsky Sedgwick, née le 2 mai 1950 à Dayton et morte le 12 avril 2009 à New York, est une universitaire et féministe des États-Unis, spécialisée dans les études gaies et lesbiennes et queer. Elle se distingue par son sens de la formule et de la provocation.

## Aperçu biographique
Après avoir étudié à l'université Cornell, Eve Kosofsky, épouse un autre étudiant, Hal Sedgwick, en 1969, puis soutient une thèse sur le roman gothique à l'université Yale en 1975. Elle a enseigné la littérature à l'université de Californie à Berkeley, l'université de Boston, Amherst College, Dartmouth College, et a longtemps été professeur d'anglais à l'université Duke. C'est là qu'elle travaille sur l'homosexualité en littérature et qu'elle développe des thèses qui influeront durablement sur sa discipline.
Déjà, Between Men: English Literature and Male Homosocial Desire (1985), écrit dans une optique féministe, retourne la misogynie prêtée aux gays pour voir dans l'homosocialité masculine l'association du sexisme et de l'homophobie.
Avec Épistémologie du placard (1990), l'analyse littéraire va de pair avec un engagement politique irréductible. Ses essais sur Oscar Wilde, Henry James ou Marcel Proust voisinent avec des remises en cause plus générales des idées reçues sur la sexualité, ce qui explique que des sociologues ou des historiens la citent. Dans ce livre, elle étudie notamment la définition moderne de l'homo/hétérosexualité. Aux côtés des travaux de l'helléniste David Halperin et de la philosophe Judith Butler, ce recueil d'articles novateurs contribue à façonner le champ des études gaies et lesbiennes en même temps qu'il ouvre sur la théorie queer, dont il est l'un des textes fondateurs. Il serait en effet assez erroné historiquement d'opposer les « études gaies et lesbiennes » et la théorie queer, car les deux se sont, dans une très large mesure, installées ensemble et dans un mouvement commun. Eve Kosofsky Sedgwick revient sur ce qu'on appelle déjà les queer studies dans Tendencies (1993), qui aborde des sujets tels que le lesbianisme, le BDSM, ou le cinéma de John Waters.
Elle a participé à l'important colloque organisé par Didier Eribon en juin 1997 au Centre national d'art et de culture Georges-Pompidou à Paris (avec Monique Wittig, George Chauncey, Leo Bersani, Pierre Bourdieu, Nicole Brossard, Michael Lucey, etc.), et le texte de sa communication, Construire des significations queer, traduit par Eribon, a été publié l'année suivante dans les actes du colloque, sous la direction de ce dernier, Les Études gays et lesbiennes (éditions du Centre Georges Pompidou), ce qui constitua un moment inaugural dans l'introduction de la théorie queer en France.
À sa mort le 12 avril 2009, elle enseignait en tant que distinguished professor au Graduate Center de l'université de la ville de New York.

## Œuvres
- Between Men: English Literature and Male Homosocial Desire, 1985  (ISBN 0-231-08273-8)
- Epistemology of the Closet, 1991  (ISBN 0-520-07874-8)
- Tendencies, 1993  (ISBN 0-8223-1421-5)
- Fat Art, Thin Art, 1995  (ISBN 0-8223-1501-7)
- A Dialogue on Love, 2000  (ISBN 0-8070-2923-8)
- Touching Feeling: Affect, Pedagogy, Performativity, 2003  (ISBN 0-8223-3015-6)

### En collaboration
- Performativity and Performance, 1995 (avec Andrew Parker)
- Shame & Its Sisters: A Silvan Tomkins Reader, 1995 (avec Adam Frank)
- Gary in Your Pocket: Stories and Notebooks of Gary Fisher, 1996 (avec Gary Fisher)
- Novel Gazing: Queer Readings in Fiction, 1997 (avec Jacob Press)[3]

### Traductions françaises
- Épistémologie du placard, trad. et préface de Maxime Cervulle, Paris, Éditions Amsterdam, 2008  (ISBN 2354800037)
- Sedgwick, Eve Kosofsky, « Construire des significations queer », in Les Études gay et lesbiennes, sous la direction de Didier Éribon, Paris, Éditions du Centre Pompidou, coll. Supplementaires, 1998, p. 109-116. (ISBN 2858509565)